# Je suis partout
 (novembre 2024).
Ne doit pas être confondu avec Je sais tout ou Ils sont partout.
Je suis partout est un hebdomadaire français publié par Arthème Fayard, dont le premier numéro sort le 29 novembre 1930. Pierre Gaxotte est son responsable jusqu'en 1939. Journal rassemblant des plumes souvent issues ou proches de l'Action française, il devient, à partir de 1941, le principal journal collaborationniste et antisémite français sous l'occupation allemande. Le dernier numéro est daté du 16 août 1944, et ses rédacteurs sont ensuite jugés et lourdement condamnés, notamment à la peine de mort.

## La fondation
Je suis partout : le grand hebdomadaire politique et littéraire (et parfois « le grand hebdomadaire de la vie mondiale »), comme ses titres complets l'indiquent, souhaite couvrir l'actualité internationale et celles des lettres. Fondé par l'éditeur Joseph-Arthème Fayard qui a lui-même trouvé le titre, le journal sort son premier numéro le samedi 29 novembre 1930 pour capter les lecteurs de la fin de la semaine.  
Il n'est initialement ni d'extrême droite, ni antisémite, ni même politiquement uniforme : Benjamin Crémieux en sera ainsi le critique théâtral de 1930 à 1933[réf. nécessaire]. Mais le noyau dur des rédacteurs clairement imprégnés de maurrassisme l'emporte dès 1932 : les normaliens Pierre Gaxotte et Robert Brasillach, Lucien Rebatet, Pierre-Antoine Cousteau, Claude Jeantet, Bernard de Vaulx (ancien secrétaire de Charles Maurras), Maurice Bardèche, Alain Laubreaux, Claude Roy, Miguel Zamacoïs, Daniel Halévy, Pierre Drieu la Rochelle et le dessinateur Ralph Soupault, etc. Le journal devient dès lors antiparlementaire, antidémocrate, nationaliste et convaincu de la « décadence » de la France. Il durcit ses positions, alors que la rédaction est de plus en plus séduite par les partis fascistes.

## Le rapprochement avec les fascismes dès 1932

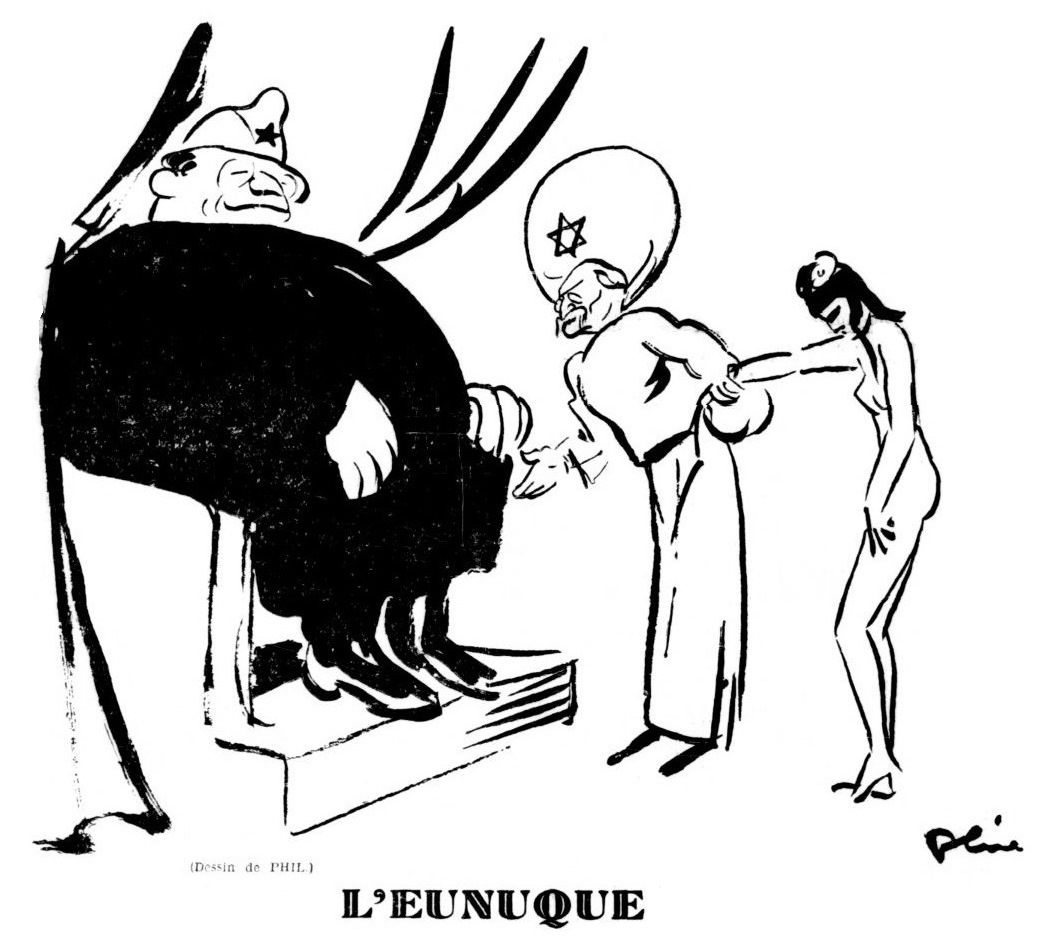
L'Eunuque (caricature antisémite de Léon Blum livrant la France aux communistes), dessin de Phil pour le numéro du 11 juillet 1936.

Comme certains de ses confrères de droite, Je suis partout plébiscite le dictateur italien Mussolini dès 1932, dans un numéro spécial publié en octobre de cette année. Puis, il soutient la Phalange espagnole, la Garde de fer roumaine et le petit mouvement anglais fasciste d'Oswald Mosley. Il montre un grand intérêt pour Léon Degrelle et son mouvement fasciste rexiste. Degrelle est le correspondant de l'hebdomadaire en Belgique et, par ailleurs, député rexiste dans les années 1930. 
Je suis partout se rapproche progressivement à partir de 1936 du nazisme : c'est là l'année du premier basculement, car Fayard, effrayé par la radicalisation de la mauvaise foi au sein de ses colonnes, envisage de suspendre le journal, ne le jugeant plus utile, mais l'année 1936 paraît au complet, soit 52 numéros. Il meurt le 20 novembre de la même année. Le lectorat avait suivi : le tirage passe durant cette période de 45 000 à 100 000 (pour retomber ensuite). Ce relatif succès n'empêche pas son fils Jean Fayard de revendre le titre à ses rédacteurs associés en nom collectif, Pierre Gaxotte en tête, futur membre de l'Académie française : ils appellent entre eux leur nouvelle équipe « le gentil soviet ». Le principal actionnaire est le riche héritier d'origine argentine Charles Lesca qui se définit comme un « fasciste authentique autant que calme ».
L'antisémitisme, qui avait commencé à s'exprimer après les émeutes de février 1934, se déchaîne avec l'accession de Léon Blum en 1936 à la tête du gouvernement. À partir de 1938, Je suis partout rivalise d'antisémitisme avec les publications des nazis publiées en Allemagne, dans deux numéros spéciaux intitulés en pleine manchette « Les Juifs » (avril 1938) puis « Les Juifs et la France » (février 1939). Dans ce deuxième numéro, le journal dit s'opposer aux persécutions contre les juifs en France, mais affirme que ceux-ci sont des étrangers et demande qu'on leur « retire la qualité de citoyen ». Lucien Rebatet y est l'auteur d'un long article sur « L'affaire Dreyfus », dans lequel il revient sur la culpabilité d'Alfred Dreyfus (alors que son innocence est démontrée et établie depuis 1906). Dans le même numéro, Rebatet appelle à abolir la démocratie.
En juin 1940, pendant la débâcle, Alain Laubreaux et Charles Lesca sont arrêtés sur l'ordre de Georges Mandel, nouveau ministre de l'Intérieur du gouvernement Paul Reynaud pour « agissements de nature à porter atteinte à la sûreté extérieure et intérieure de l'État » (articles 75 et suivants, articles 87 et suivants du code pénal), une ordonnance de non-lieu est prononcée par le juge d'instruction le 6 août 1940. Georges Mandel fait également arrêter les principaux intellectuels d'extrême droite favorables à l'Allemagne nazie.
Je suis partout réclame un fascisme à la française : « On ne matera le fascisme étranger que par le fascisme français, le seul vrai fascisme » (14 avril 1939). Il ne cache pas sa sympathie pour le Front de la liberté esquissé par Jacques Doriot, venu de la gauche mais passé à droite, et le fait avec les principaux mouvements d'extrême droite et le plus grand parti conservateur de l'époque, la Fédération républicaine.
Jusqu'en février 1941, le vieux Maurras, germanophobe par tradition, ne condamne pas ses disciples. La rupture avec la doxa de l'Action française a lieu au début de cette année-là, lorsque le journal, interdit depuis juin 1940, reparaît et devient ouvertement pro-allemand.
Jusqu'en 1942, la rédaction se trouve rue Marguerin à Paris avant de s'installer rue de Rivoli.

## L'organe emblématique du collaborationnisme
L'hebdomadaire reparaît le 7 février 1941 en zone occupée contre l'avis de Maurras et soutient immédiatement une politique collaborationniste. Robert Brasillach, rédacteur en chef depuis juin 1937, reprend les rênes à son retour de captivité. Cette nouvelle équipe comprend aussi Jean de Baroncelli, André Bellessort de l'Académie française, Georges Blond, Abel Bonnard de l'Académie française, Kleber Haedens, Jean de La Varende, Jean Meillonnas, Morvan Lebesque, Lucien Combelle.
Triomphant après avoir obtenu de reparaître sous l'occupation allemande, l'hebdomadaire multiplie les polémiques et les appels au meurtre contre les Juifs et les hommes politiques de la IIIe République. Ainsi, dans l'édition du 6 septembre 1941 Robert Brasillach écrit-il que « la mort des hommes à qui nous devons tant de deuils […] tous les Français la demandent ». Et dans celle du 25 septembre 1942 : « Il faut se séparer des Juifs en bloc et ne pas garder les petits. »
Lors de la première rafle du 14 mai 1941, l'hebdomadaire se réjouit :

« La police française a pris enfin la décision de purger Paris et de mettre hors d'état de nuire les milliers de Juifs étrangers, roumains, polonais, tchèques, autrichiens qui, depuis plusieurs années, faisaient leurs affaires aux dépens des nôtres. Mercredi matin, la Préfecture de Police a réussi un beau coup de filet, puisque cinq mille habitants ont été mis en état d'arrestation. »

Dans l'édition du 16 octobre 1942, le journal polémique avec les évêques (Mgr Gerlier et Mgr Saliège) qui avaient protesté contre les déportations de familles juives, en propageant le mythe d'une « relocalisation » des Juifs par la Gestapo : « Que des Juifs de Varsovie, de Cracovie, de Kiew, etc. soient ramenés au ghetto natal, que cette racaille pouilleuse, que ces parasites, que cette clique étrangère, dont les vols, escroqueries, provocations et assassinats n'ont pas l'excuse d'un patriotisme exaspéré, oui, que ces Juifs, rebut de l'Europe, soient mis hors d'état de nuire à la France, les sacristies s'émeuvent, les chaires retentissent de lamentations ». Après le débarquement allié en Afrique du Nord, Brasillach vitupère la mollesse supposée du gouvernement de Vichy : « Y aurait-il eu un seul Français molesté à Alger si on avait fait savoir que pour un cheveu arraché à un nationaliste dix Juifs seraient abattus sur la Côte d’Azur ? ».
Si Je suis partout n'est pas le seul journal collaborationniste, c'est le plus important et le plus influent (à la Libération il est jugé comme personne morale, avec ses rédacteurs, après et séparément du procès de Brasillach proprement dit). Ses rédacteurs revendiquent d'avoir été les pionniers du fascisme en France, même s'ils reconnaissent des précurseurs, comme Édouard Drumont et revendiquent, au moins jusqu'en 1941, l'influence de Charles Maurras (en février 1941, Maurras, replié à Lyon, désapprouve la reparution du journal en zone occupée). Ils travaillent aussi à La Gerbe, au Journal de Rouen, à Paris-Soir et plus encore au Petit Parisien, étendant ainsi leur influence.
Je suis partout exerce une attraction assez importante sur un lectorat plutôt jeune et intellectuel. Son audience devient plus grande sous l'Occupation : le tirage passe de 46 000 exemplaires en 1939 à 250 000 en 1942. Il publie sous forme de feuilleton des romans de Jean Anouilh (Léocadia), Marcel Aymé (Travelingue), René Barjavel (Ravage), Jean de La Varende (Les Derniers Galériens), Jacques Decrest (Les Jeunes Filles perdues) ou encore Jean de Baroncelli (Vingt-six Hommes), et des interviews de certains d'entre eux. Michel Mohrt y publie également sept articles à caractère littéraire, consacrés à Montherlant, Renan et Stendhal. L'hebdomadaire publie aussi six lettres de Louis-Ferdinand Céline, des articles enjôleurs sur ce dernier et, le 7 mars 1941, son interview par Henri Poulain.
Tout au long de ses colonnes, le journal dénonce les Juifs en allant jusqu'à indiquer leurs noms et leurs adresses :

« Mme Konigswoerther dite Simon est-elle toujours secrétaire générale du préventorium La Fayette à Chavagnac (Haute-Loire) ? »

« Le juif Grunfeld, de Meaux, "suspendu" comme étranger, n'est-il pas devenu "assistant chirurgical" du docteur Ladislas Harglas ? Curieux moyen de détourner la loi. »

« À Saint-Blin (Haute-Marne), était installé depuis 1935 un vieux Gaulois d'Asie Mineure, le docteur Soakian Sourène, lequel, suspendu depuis plusieurs mois, continue, comme il se doit, son exercice médical : est-il vrai que le procureur de la République ait refusé de le poursuivre, prétextant l'absence d'autre médecin dans la susdite localité ? »

« Nakache, en effet, est le moins défendable des Juifs, le Youtre le plus spécifiquement youtre de toute la Youtrerie (…) Des journaux parisiens profitent de leurs rubriques sportives pour faire une publicité indécente à ce vil personnage, qui relève pour le moins du camp de concentration (Alfred Nakache sera effectivement déporté à Auschwitz, avec sa femme et sa fille qui n’en reviendront pas). »

Après l'éviction de Brasillach, jugé trop modéré, la direction est assurée par Charles Lesca, nommé en septembre 1943 directeur général de Je suis partout. Ce changement marque un dernier glissement : Je suis partout s'aligne intégralement sur le nazisme, oublie l'ouverture aux intellectuels qui avait fait une partie de son succès dans les années 1930 pour l'anti-intellectualisme des nazis et des fascistes les plus fanatiques, ouvre ses colonnes aux Waffen-SS. Le 21 juillet 1944, alors même que les armées alliées britanniques et américaines sont sur le point de libérer toute la Normandie et que l'Armée rouge entre en Pologne, le journal réitère son credo fasciste, faisant du régime nazi le seul rempart contre la bolchévisation : « quoi qu’il arrive l’Europe ne sera plus démocratique. Parce que la démocratie a fait son temps, parce qu’elle a démontré son impuissance et sa malfaisance, parce qu’elle est arrivée au bout de son rouleau et qu’elle ne peut survivre à la terrible épreuve de cette guerre planétaire. Répétons-le une fois de plus : la défaite de l’Allemagne ne peut avoir pour conséquence que le bolchévisme ».
Plusieurs rédacteurs adhèrent au Parti populaire français (PPF) de Jacques Doriot et à la Milice. Cousteau et Rebatet clament le 15 janvier 1944 : « Nous ne sommes pas des dégonflés » et assurent la parution de l'hebdomadaire jusqu'en août. Tous deux, ainsi que l'ensemble de la rédaction de Je suis partout, s'enfuient à Sigmaringen avec ce qu'il reste du régime de Vichy en septembre 1944. Ils sont par la suite arrêtés, jugés et condamnés par la justice française pendant l'Épuration.

## Épuration
Au sortir de la guerre, les anciens rédacteurs et membres du journal sont poursuivis par les tribunaux lors de l'Épuration.
Brasillach, qui ne s'est pas enfui en Allemagne, est le premier jugé, le 19 janvier 1945 et condamné à mort le même jour. Son pourvoi rejeté, et la grâce refusée par le général de Gaulle, il est fusillé le 6 février 1945.
Après l'effondrement de l'Allemagne et l’arrestation des rédacteurs en fuite, c'est toute l'équipe qui est jugée et l'hebdomadaire est poursuivi devant la cour de justice en tant que personne morale le 18 novembre 1946. Lucien Rebatet et Pierre-Antoine Cousteau sont condamnés à mort, mais la peine est commuée en réclusion à perpétuité par le président Vincent Auriol. Graciés, ils sortent de prison en 1952 et 1953. Claude Jeantet est également jugé, de même que Henri Poulain, Charles Lesca et Alain Laubreaux, eux par contumace. Malgré certaines condamnations à mort, aucun autre rédacteur n’est exécuté. Les procès se poursuivent et des condamnations sont prononcées jusqu’en 1947 :
- Alain Laubreaux est condamné à mort par contumace en 1947 ;
- Charles Lesca est condamné à mort par contumace ;
- Henri Poulain est condamné aux travaux forcés à perpétuité par contumace en mai 1947 ;
- Claude Maubourguet est condamné aux travaux forcés à perpétuité en novembre 1944 ;
- Lucien Combelle est condamné à quinze ans de travaux forcés en décembre 1944 ;
- François Dauture, pseudonyme d'Henri Lèbre, est condamné à mort par contumace ;
- Camille Fégy est condamné aux travaux forcés à perpétuité en 1946 ;
- Ralph Soupault, dessinateur, est condamné à quinze ans de travaux forcés en 1947 ;
- Pierre Villette, connu sous le nom de Dorsay, administrateur du journal, est condamné à mort par contumace en 1947.

Robert Brasillach est donc le seul collaborateur de Je suis partout a avoir été jugé, condamné et exécuté.